# Мурина, Елена Борисовна
Еле́на Бори́совна Му́рина (12 апреля 1925, Москва — 21 января 2021) — советский и российский искусствовед, историк искусства.

## Биография
Родилась в Москве. Во время Великой Отечественной войны уезжала в эвакуацию, некоторое время жила у своих родственников в Ярославле.
Окончила искусствоведческое отделение филологического факультета Московского государственного университета имени М. В. Ломоносова (1944—1949).
Окончила аспирантуру при Государственной Третьяковской галерее (1949—1952). Работала в журнале «Искусство».
Умерла 21 января 2021 года. Похоронена в семейной могиле на Ваганьковском кладбище (уч. 17).

## Научные интересы
Русское и зарубежное искусство конца XIX—XX веков, проблемы синтеза искусств, авангард первой трети XX века.
Владела немецким и французским языками.

### Семья
- Муж — Дмитрий Владимирович Сарабьянов, (1923—2013), советский и российский искусствовед, историк искусства.
- Дети:
  - Андрей Дмитриевич Сарабьянов (р. 1949) — советский и российский искусствовед, историк искусства, эксперт живописи, издатель.
  - Владимир Дмитриевич Сарабьянов (1958—2015) — советский и российский реставратор древнерусской живописи, искусствовед.

## Участие в творческих и общественных организациях
- Член Московской организации Союза художников России[2]
- Член Международной ассоциации художественных критиков (AICA)[2]
- Член Ассоциации искусствоведов (АИС)[2]

## Беседы
- Первая беседа с Еленой Борисовной Муриной и Дмитрием Владимировичем Сарабьяновым, записанная Д. Б. Споровым для Фонда «Устная история».
- Первая часть второй беседы с Еленой Борисовной Муриной и Дмитрием Владимировичем Сарабьяновым, записанной Д. Б. Споровым для Фонда «Устная история».
- Вторая часть второй беседы с Еленой Борисовной Муриной и Дмитрием Владимировичем Сарабьяновым, записанной Д. Б. Споровым для Фонда «Устная история».
- Третья беседа с Еленой Борисовной Муриной и Дмитрием Владимировичем Сарабьяновым, записанная Д. Б. Споровым для Фонда «Устная история».